# La bacante (Courbet)
La bacante es una pintura de Gustave Courbet, realizada entre 1844 y 1847. Muestra a una mujer desnuda, acostada sobre una tela roja, dormida, la copa abandonada. El título relaciona la obra con las imágenes de bacantes de la mitología grecorromana y con pinturas y esculturas renacentistas sobre ese tema.
Es una de las primeras obras conservadas de Courbet, de cuando todavía estaba bajo la influencia de los desnudos sensuales de antiguos maestros como Correggio y su Venus, sátiro y Cupido. Otro desnudo femenino de Courbet de la misma época es Desnudo femenino durmiendo junto a un arroyo (Instituto de Artes de Detroit).

## Procedencia
En 1914 fue vendido por los comerciantes de arte Frederik Muller & Cie de Ámsterdam. Hasta 1968 estuvo en la colección Van Nierop, antes de pasar a la Lefevre Gallery de Londres, de donde fue adquirido por el doctor Gustav Rau para la fundación que fundaba en Colonia. En 2011, el Museo Courbet presentó una exposición que mostraba los vínculos entre el escultor Auguste Clésinger y Courbet, quienes eran amigos íntimos. Estos vínculos se observaron especialmente entre la obra de mármol de Clésinger de 1847 Mujer mordida por una serpiente y La bacante de Courbet. 